# マルゲリータ・ルイーザ・ディ・ボルボーネ＝オルレアンス
マルゲリータ・ルイーザ・ディ・ボルボーネ＝オルレアンス（Margherita Luisa di Borbone-Orléans, 1645年7月28日 - 1721年9月17日）は、トスカーナ大公コジモ3世の妃。フランス語名マルグリット・ルイーズ・ドルレアン（Marguerite Louise d'Orléans）。

## 生涯
ルイ13世の弟オルレアン公ガストンと、2度目の妃マルグリット・ド・ロレーヌ（ロレーヌ公ニコラ2世の妹）の娘として、ブロワ城で生まれた。1652年、ジュール・マザラン枢機卿によりトスカーナ大公子コジモとの婚約が画策され、1661年にコジモと結婚した。
敬虔な姑ヴィットーリアの薫陶よろしく信仰に篤い夫と、華やかな宮廷育ちの奔放なマルゲリータは性格が合わなかった。フェルディナンド、アンナ・マリーア、ジャン・ガストーネの3子をもうけたものの、1675年に夫と子供たちを置いてフランスに帰国し、パリで1721年に没した。

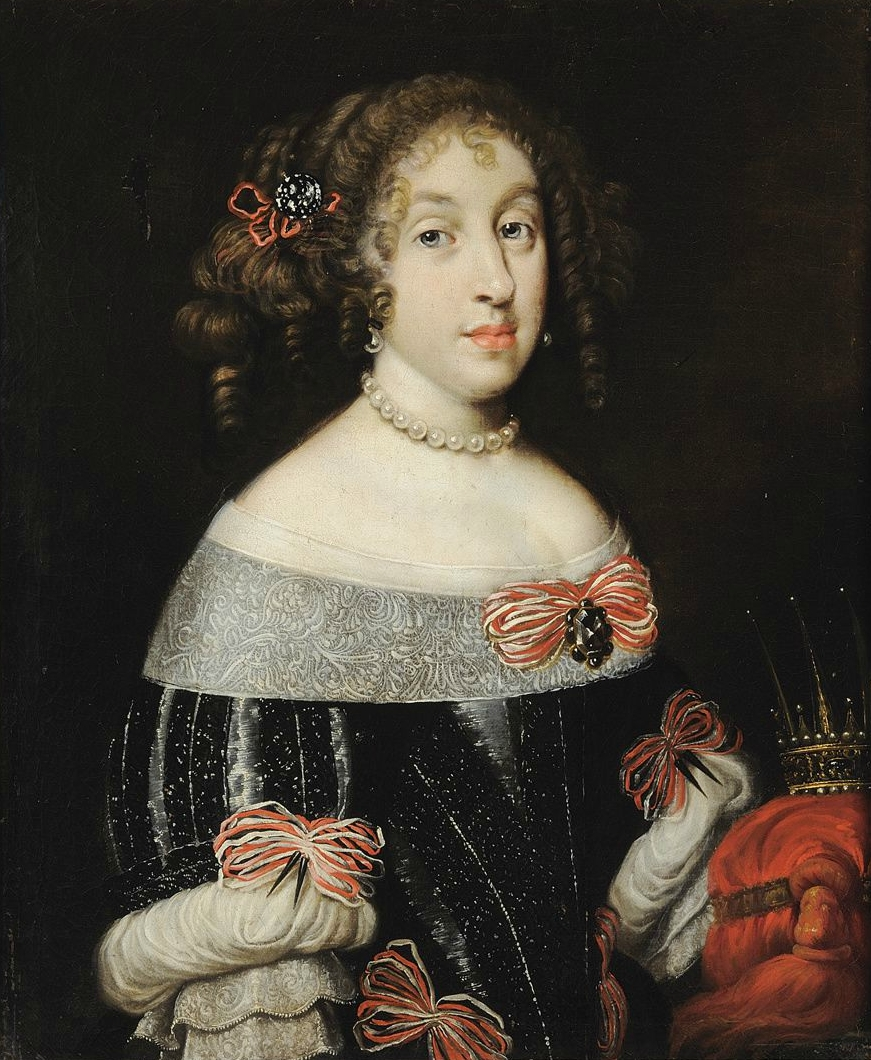
マルゲリータ・ルイーザ・ディ・ボルボーネ＝オルレアンス